# Backhousia myrtifolia
Backhousia myrtifolia là một loài thực vật có hoa trong Họ Đào kim nương. Loài này được Hook. & Harv. mô tả khoa học đầu tiên năm 1845.

## Hình ảnh

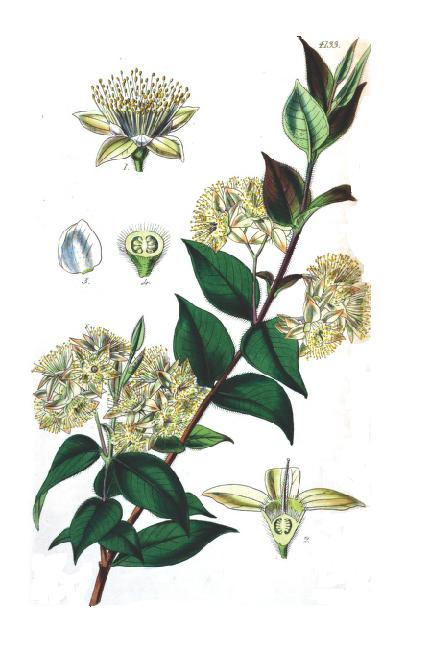